# USS Darter (SS-227)
USS Darter (SS-227) – amerykański okręt podwodny typu Gato, pierwszego masowo produkowanego wojennego typu amerykańskich okrętów podwodnych.
Okręt podczas swego czwartego patrolu, zatopił flagowy okręt wiceadmirała Takeo Kurity krążownik „Atago”. 24 października wszedł na mieliznę podczas próby storpedowania uszkodzonego krążownika „Takao”. Po kilku nieudanych próbach zejścia z mielizny, jednostka została zniszczona przez ostrzał artyleryjski z okrętu podwodnego „Nautilus”.